# ネミック
ネミック（Mnemic）は、デンマーク出身のインダストリアル・メタル・バンド。
2014年に、オリジナル・メンバーで中心人物であるミルチャ・ガブリエル・エフテミエによって活動を停止（事実上の解散）したことが発表された。この声明の中でエフテミエは、自身の音楽的嗜好の変化のため、ネミックの音楽スタイル（ジェント）を演奏することに苦痛を感じるまでになってしまったと述べている。エフテミエは、ブラッド・イーグル（Blood Eagle）というデスメタルバンドを立ち上げ、そちらを中心に活動するようになった。
2024年2月、再結成を発表。2025年からはアルバム『ジ・オーディオ・インジェクテッド・ソウル』の20周年を記念して、エフテミエ、スティガルト、コェフォード、ラスムセン、ボーグバールというアルバム発表時のラインナップでツアーを開始する。

## メンバー

### 最新ラインナップ
- ミルチャ・ガブリエル・エフテミエ (Mircea Gabriel Eftemie) - ギター/キーボード (1998年–2014年、2024年– )

最後まで在籍したオリジナルメンバーである。ブラッド・イーグルで音楽活動を継続する。
- ルーネ・スティガルト (Rune Stigart) - ギター (1999年–2011年、2024年– )
- トマス・コェフォード (Thomas 'Obeast' Koefod) - ベース (2003年–2011年、2024年– )
- ブリアン・ラスムセン (Brian "Brylle" Rasmussen) - ドラム (1998年–2011年、2024年– )
- ミカエル・ボーグバール (Michael Bøgballe) - ボーカル (2001年–2005年、2024年– )

### 旧メンバー

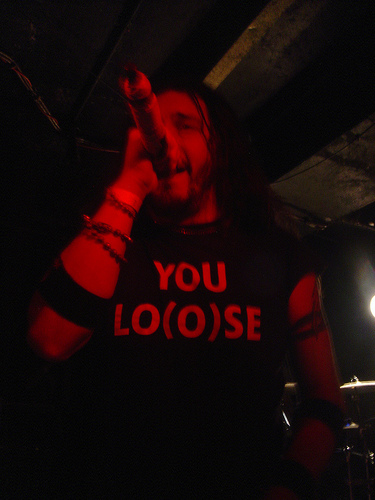
ギョーム・ビドー(Vo) 2007年

- マーク・バイ (Mark Bai) - ボーカル (1998年–2001年)
- ミッケル・ラーセン (Mikkel Larsen) - ベース (1998年–2003年)
- ギョーム・ビドー (Guillaume Bideau) - ボーカル (2006年–2014年)
フランス出身。元スカーヴ。ニュークリア・ブラスト・オールスターズに参加した。
2022年5月25日に死去[4]。
- シモーネ・ベルトッツィ (Simone Bertozzi) - ベース (2011年–2014年)

イタリア出身。
- ブリアン・ラーセン (Brian Larsen) - ドラム (2011年–2014年)
- ヴィクター＝レイ・サロモンセン・ロナンデル (Victor-Ray Salomonsen Ronander) - ギター (サポート2009年–2010年、正規2011年–2013年)

## ディスコグラフィ

### スタジオ・アルバム
- Mechanical Spin Phenomena (2003年)
- 『ジ・オーディオ・インジェクテッド・ソウル』 - The Audio Injected Soul (2004年)
- 『パッセンジャー』 - Passenger (2007年)
- Sons of the System (2010年)
- 『ネメシス』 - Mnemesis (2012年)